# Santa Cristina d’Aro
Santa Cristina d’Aro település Spanyolországban, Girona tartományban. Santa Cristina d’Aro Cruïlles, Monells i Sant Sadurní de l'Heura, Calonge, Castell d'Aro, Platja d'Aro i s'Agaró, Sant Feliu de Guíxols, Tossa de Mar, Llagostera és Cassà de la Selva községekkel határos. Lakosainak száma 5866 fő (2024).

## Népesség
A település népessége az elmúlt években az alábbi módon változott:
| Lakosok száma | 539  | 1069 | 977  | 871  | 1859 | 3735 | 5017 | 5194 | 5223 | 5866 |
|               | 1717 | 1900 | 1940 | 1965 | 1991 | 2004 | 2009 | 2014 | 2019 | 2024 |